# Junior Mendes
Junior Mendes (* 15. September 1976 in Balham, Greater London) ist ein in England geborener ehemaliger Fußballspieler, der für die Nationalmannschaft von Montserrat aktiv war.

## Vereinskarriere
Mendes spielte in seiner Jugendzeit beim FC Chelsea und unterschrieb dort 1995 einen Profivertrag. Ohne einen Einsatz in der Profimannschaft wurde er bereits im April 1996 aus seinem Vertrag entlassen und wechselte zum schottischen Zweitligisten FC St. Mirren. In vier Jahren bei St. Mirren absolvierte er 120 Ligaspiele und erzielte 21 Treffer. Nach dem Erstligaaufstieg des Klubs 2000 wechselte er für 20.000 Pfund zum Ligakonkurrenten und Mitaufsteiger Dunfermline Athletic, kam dort aber nicht zurecht und kehrte nach zwei Jahren und nur 13 Ligaeinsätzen für ein halbes Jahr zu St. Mirren zurück. 
Im Januar 2003 wechselte er zum englischen Drittligisten Mansfield Town, für den er auch nach dem Abstieg eine weitere Saison in der vierten Liga aktiv war. Der direkte Wiederaufstieg wurde knapp verpasst, nachdem Mansfield im Play-off-Finale Huddersfield Town nach Elfmeterschießen unterlag, jenem Klub, dem sich Mendes zur folgenden Saison anschloss. Bei Huddersfield spielte er in seiner zweiten Saison kaum mehr eine Rolle und wurde zunächst an Northampton Town und später an Grimsby Town verliehen, bevor sein Vertrag im Sommer 2006 auslief und er ablösefrei zu Notts County wechselte. Auch bei Notts County blieb seine Trefferquote durchwachsen und er kam oftmals nur per Einwechslung zum Einsatz, nach einer Leihzeit zum Saisonende bei Lincoln City erhielt er erneut keinen Vertrag bei seinem bisherigen Arbeitgeber. 
Mendes blieb in der Folge ein halbes Jahr ohne Verein und erhielt im Februar 2008 ein Angebot vom ambitionierten Fünftligisten Aldershot Town, mit dem er zum Saisonende den Aufstieg in die Football League Two erreichte. Auch bei Aldershot war seine Einsatzzeit begrenzt, im April 2009 wurde er schließlich für die restliche Saison an Stevenage Borough verliehen, bevor sein zum Saisonende auslaufender Vertrag nicht mehr verlängert wurde. Anschließend hängte er noch ein Jahr bei Ayr United an.

## Nationalmannschaft
2004 spielte Mendes für die Nationalmannschaft von Montserrat in zwei Qualifikationsspielen der Fußball-Karibikmeisterschaft 2005. Bei der 4:5-Niederlage gegen Antigua gelang ihm dabei ein Treffer.

## Erfolge
- Meister der Scottish First Division: 1999/2000 (mit St. Mirren)
- Meister der Conference National: 2007/08 (mit Aldershot Town)